# حروف الصلة
حروف الصلة هي «إن»، و«أن»، و«ما»، و«لا»، و«من»، و«الباءُ» في نحو قولك: «ما إن رأيت زيدًا». والأصل: «ما رأيت»، ودخول «إن» صلة أكدت معنى النفي. لذلك فهي تفيد التأكيد، وتُسمى هذه الحروف كذلك الصلة والحشو واللغو، قال الرضى عن الحروف الزائدة «وسميت أيضًا حروف الصلة لأنها يُتوصَّل بها إلى زيادة الفصاحة أو إلى إقامة وزن أو سجع أو غير ذلك». والصلة والحشو من عبارات الكوفيين والزيادة والإلغاء من عبارات البصريين، قال دريد
وعند الفراء أنهما حرفا نفي، ترادفا كترادف حرفي التوكيد في «إن زيداً لقائمٌ»، وقد يقال: «انتظرني ما إن جلس القاضي»، أي: ما جلس بمعنى: «مدة جلوسه».
والزائد على قسمين زائد عامل مؤكِّد نحو، مثل "ما جاءني من أحدٍ، فـ (مِنْ) زائد عامل مؤكِّد، وزائد مؤكِّد غير عامل نحو: "ما إِنْ يقوم زيد"، فـ (إِنْ) زائد مؤكِّد غير عامل. هذه القسمة المرضية. ثم أن هناك مَنْ زاد قسمين آخرين، قال الرعيني: "وأما مَنْ زاد قسمين آخرين حرف زائد عامل غير موكِّد نحو: قد كان مِنْ مطرٍ"، فـ (مِنْ) عنده زائد عامل غير مؤكِّد، وحرف زائد غير عامل ولا مؤكِّد ومَثَّلَهُ بقوله تعالى: ﴿فَبِمَا رَحْمَةٍ مِّنَ اللَّهِ لِنتَ لَهُمْ ۖ﴾ فـ (ما) عنده زائد غير عامل ولا مؤكِّد، فجعل القسمة أربعة فزيادته في القسمة غير صحيحة لأنه يؤدي إلى أن يكون في كتاب الله حرفٌ خالٍ من المعنى البتة، والقسمان راجعان إلى القسمين الأولين فقولهم (قد كان مِنْ مطرٍ) داخل في قسم الحرف الزائد العامل المؤكِّد، وقوله تعالى ﴿فَبِمَا رَحْمَةٍ مِّنَ اللَّهِ لِنتَ لَهُمْ ۖ﴾ داخل في قسم الحرف الزائد المؤكِّد غير العامل.
وقيل يُراد بالصلة أنها زائدة. ويعني بالزائد: أن يكون دخوله كخروجه من غير إحداثٍ معنى. وجملةُ الحروف التي تزاد هي هذه الستةُ التي ذكرها: «إنْ»، مكسورةَ الهمزة، و«أنْ» مفتوحةَ الهمزة، و«ما»، و«لا»، و«مِن»، والباءُ.

## الاختلاف في فحوى إفادتها
وقد أنكر بعضهم وقوعَ هذه الأحرف زوائدَ لغيرِ معنى، إذ ذلك يكون كالعَبَث، ورأى النحويون أن التنزيلُ مُنزه عن مثل ذلك. وليس يخلو إنكارُهم لذلك من أنهم لم يجدوه في اللغة أو لما ذكروه من المعنى. فإن كان الأوّلُ، فقد جاء منه في التنزيل والشعر ما لا يُحصَى على ما سنذكره في كل حرف منها. وإن كان الثاني، فليس كما ظنّوا؛ لأنّ قولنا: «زائدٌ» ليس المراد أنّه قد دخل لغير معنى البتة، بل يزاد لضرب من التأكيد. والتأكيدُ معنى صحيح. قال سيبويه عقيبَ ﴿فَبِمَا نَقْضِهِمْ مِيثَاقَهُمْ﴾ ونظائَرِه. فهو لَغوٌ من حيث إنها لم تُحدِث شيئًا لم يكن قبلَ أن تجيء من المعنى، سوى تأكيد الكلام.